# Временный Военно-революционный комитет Азербайджана
Временный военно-революционный комитет Азербайджана (Азревком, азерб. Azərbaycan Müvəqqəti Hərbi-Inqilab Komitəsi) — высший орган государственной власти в Азербайджанской Советской Социалистической Республике в период с 28 апреля 1920 года по 6 мая 1921 года. Создан после падения Азербайджанской Демократической Республики и провозглашения советской власти в Азербайджане.

## История

Красная Армия в Баку 1920

После провозглашения независимости в 1918 году, Азербайджанская Демократическая Республика (АДР) столкнулась с внутренними противоречиями и внешним давлением. К весне 1920 года обострились политические кризисы: в марте была арестована группа социалистов по обвинению в измене. Это вызвало волну протестов в парламенте, в результате чего правительство Насиб-бек Усуббекова  1 апреля 1920 года ушло в отставку.
Попытка формирования нового кабинета возлагалась на М. Г. Гаджинского, который вёл переговоры с большевиками о создании левого коалиционного правительства. Однако переговоры зашли в тупик, и уже 22 апреля он официально отказался от мандата на формирование правительства.
Параллельно Азербайджанская Коммунистическая партия (большевиков) начала подготовку к вооружённому восстанию. 26 апреля 1920 года на экстренном заседании ЦК партии и Бакинского бюро Кавказского крайкома был разработан план захвата власти и создан Временный военно-революционный комитет — Азревком — в качестве органа, который возьмёт власть в свои руки после свержения правительства.
В ночь с 26 на 27 апреля части 11-й Красной армии пересекли азербайджанскую границу. В тот же день Чингиз Ильдрым, командовавший флотом, предъявил ультиматум правительству и парламенту с требованием передачи власти. К полудню 27 апреля ультиматум большевиков был официально вручен делегацией во главе с Гамидом Султановым.
Поздно вечером 27 апреля в парламенте АДР было проведено решающее заседание. Большинством голосов было принято решение о сдаче власти без сопротивления. В результате в ночь на 28 апреля 1920 года была провозглашена Азербайджанская ССР, а вся полнота власти перешла к Азревкому. Это событие вошло в историю как бескровная советизация Азербайджана.
Азревком объявил о создании Советского правительства и сформировал Совнарком АзССР, а сам стал высшим органом власти до созыва Съезда Советов.
В течение года Азревком провёл масштабные реформы: национализировал промышленность и банки, создал новые органы власти, учредил народные комиссариаты, начал плановую организацию народного хозяйства через Азсовнархоз.
Свою работу Азревком завершил 6 мая 1921 года, когда начал работу Всеазербайджанский съезд Советов, утвердивший Конституцию АзССР и заменивший временный революционный комитет полноценной системой советской власти — Азербайджанским Центральным Исполнительным Комитетом.
Центральный Комитет Азербайджанской Коммунистической Партии (большевиков) принял решение о вооружённом восстании. В ночь с 26 на 27 апреля 1920 года на территорию Азербайджана вошли части 11-й Красной армии, флот АДР под командованием Чингиза Ильдрыма перешёл на сторону восставших.
27 апреля парламент АДР большинством голосов принял решение о передаче власти. В ночь на 28 апреля 1920 года была провозглашена Азербайджанская ССР, а вся полнота власти перешла к Азербайджанскому Временному Военно-революционному комитету.

## Создание Азревкома
Временный военно-революционный комитет был создан для руководства страной до созыва I Всеазербайджанского съезда Советов. В состав Азревкома вошли:
- Нариман Нариманов — председатель
- Мирза Давуд Гусейнов
- Газанфар Мусабеков
- Гамид Султанов
- Абид Алимов
- Алигейдар Караев
- Дадаш Буниатзаде

## Деятельность

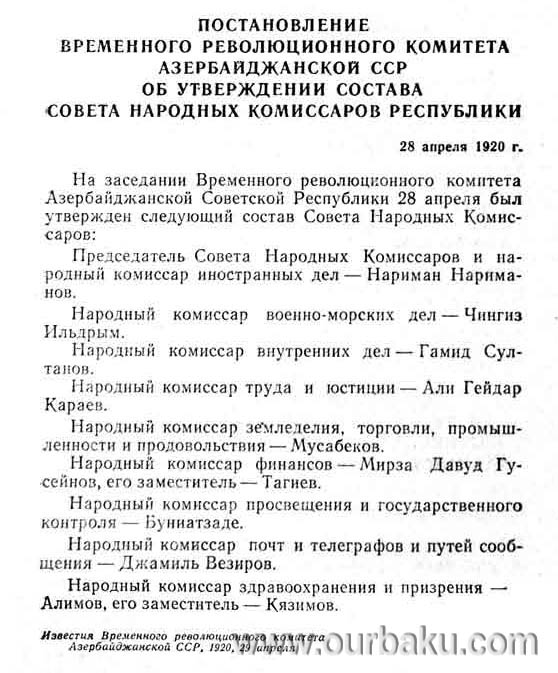
Постановление временного революционного комитета АзССР об утверждении состава Совета Народных Комиссаров Республики 1920г

28 апреля 1920 года Азревком утвердил состав Совета Народных Комиссаров АзССР, который стал исполнительным органом власти. Первым председателем Совнаркома был Нариман Нариманов.
Также при Азревкоме было учреждено множество народных комиссариатов, включая:

## Состав Азревкома

### Первоначальный состав Азревкома (на 28 апреля 1920 года)
| Фото | Имя                  | Должность в Азревкоме  | Дополнительная информация                                    |
| ---- | -------------------- | ---------------------- | ------------------------------------------------------------ |
|      | Нариман Нариманов    | Председатель Азревкома | Также возглавил Совет Народных Комиссаров АзССР              |
|      | Мирза Давуд Гусейнов | Член Азревкома         | Позже — нарком финансов, затем иностранных дел               |
|      | Газанфар Мусабеков   | Член Азревкома         | Нарком земледелия, торговли, промышленности и продовольствия |
|      | Гамид Султанов       | Член Азревкома         | Нарком внутренних дел; вручил ультиматум правительству АДР   |
|      | Абид Алимов          | Член Азревкома         | Нарком здравоохранения и призрения                           |
|      | Али Гейдар Караев    | Член Азревкома         | Нарком труда и юстиции; позже — нарком военно-морских дел    |
|      | Дадаш Буниатзаде     | Член Азревкома         | Нарком просвещения и гос. контроля; зампред Совнаркома       |

### Обновлённый состав и кадровые изменения (лето — осень 1920 года)
| Фото     | Имя                  | Должность / изменение                                                  | Период              |
| -------- | -------------------- | ---------------------------------------------------------------------- | ------------------- |
|          | Али Гейдар Караев    | Назначен наркомом военно-морских дел, вместо Чингиза Ильдрыма          | С 21 июня 1920 года |
|          | Мирза Давуд Гусейнов | Переведён с должности наркома финансов на наркома иностранных дел      | Июнь 1920           |
|          | Нариман Нариманов    | Остался председателем Совнаркома, покинул пост наркома иностранных дел | Июнь 1920           |
| нет фото | Н. Х. Тагиев         | Назначен наркомом финансов                                             | Июнь 1920           |
|          | Ага Гусейн Кязимов   | Назначен наркомом здравоохранения и призрения                          | Июнь 1920           |
|          | Бехбуд Шахтахтинский | Назначен наркомом юстиции                                              | Осень 1920          |
| нет фото | Мовсум Кадырли       | Назначен наркомом социального обеспечения                              | Ноябрь 1920         |
|          | Теймур Алиев         | Назначен наркомом внешней торговли (Наркомвнешторг)                    | Ноябрь 1920         |

## Экономическая политика
В мае-июне 1920 года Азревком начал масштабные преобразования в управлении экономикой. Был создан Азербайджанский Совет народного хозяйства (Азсовнархоз), которому были переданы функции по планированию, производству и распределению ресурсов. Впоследствии были учреждены специализированные комиссариаты, такие как Наркомат продовольствия и Наркомат внешней торговли.

## Реорганизация власти
6 мая 1921 года начал работу I Всеазербайджанский съезд Советов, который принял Конституцию АзССР. Согласно Конституции, высшим органом власти стал Азербайджанский Центральный Исполнительный Комитет (АзЦИК). Азревком был упразднён, а функции управления переданы АзЦИК и Совнаркому.

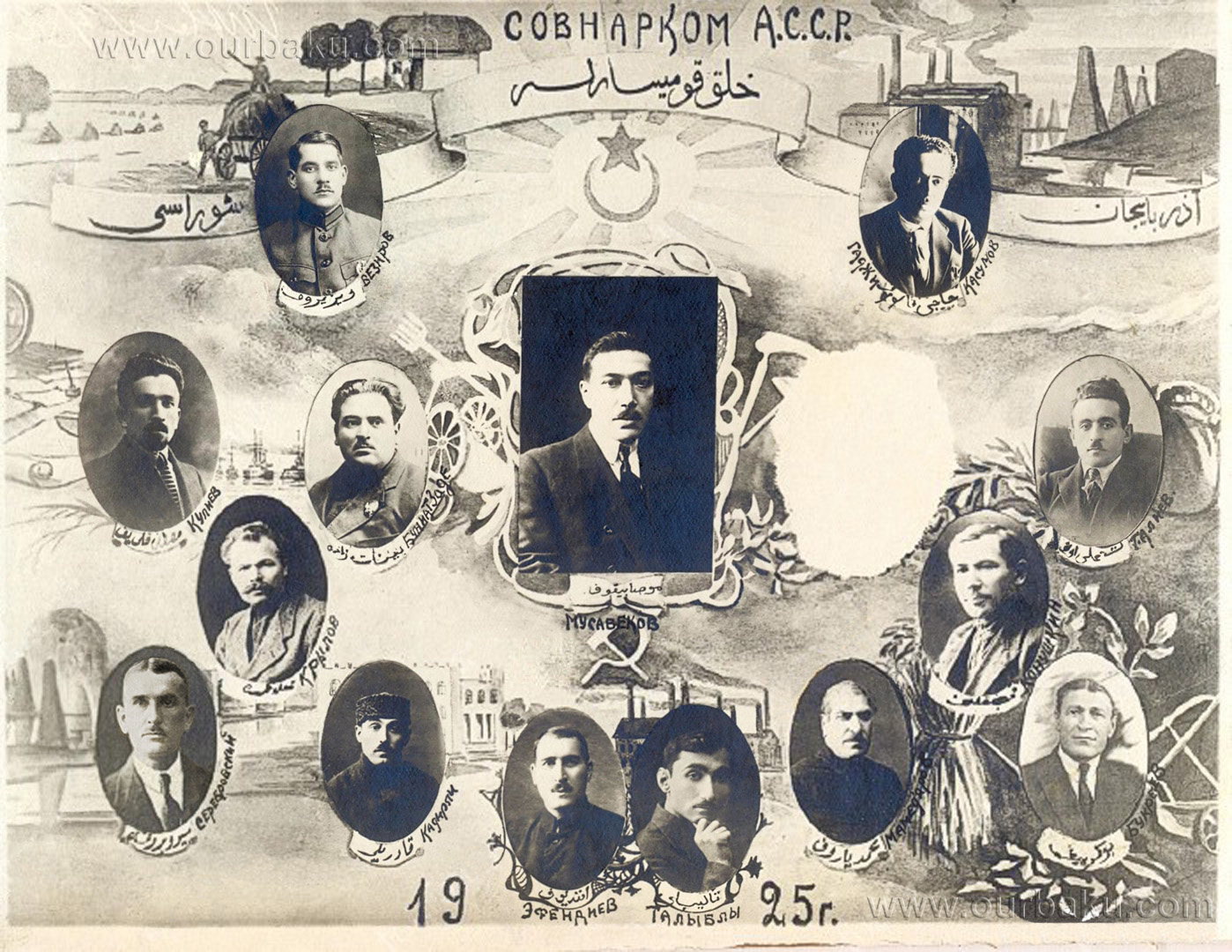
АзСовнарком 1925г Слева направо, сверху вниз: военный комиссар АзССР Везиров Гейдар Садык оглы, председатель ВСНХ АзССР Гаджи Касумов Ю., наркомпрос Кулиев Мустафа, наркомзем Буниат-заде Дадаш, предсовнарком АзССР Мусабеков Газанфар, наркомвнудел Багиров Мир Джафар - без фото, уполномоченный Закнаркомфин Алиев Теймур, наркомтруда Крылов Василий, предбаксовета Конушкин Иван, начазнефти Серебровский Александр Павлович, наркомздрав Кадирли Мовсум, нарком РКИ и КК КПА Эфендиев Солтан Меджид, наркомюст Талыблы Бёюк Ага, наркомсобес Мамед'яров Мамед Мамедкули оглы,

## Значение
Временный военно-революционный комитет сыграл ключевую роль в переходе от независимой Азербайджанской Демократической Республики к Советской Азербайджанской Республике. Он не только установил новую форму власти, но и заложил основы административной, экономической и политической структуры АзССР.